# Джим Джастіс
Джеймс Конлі «Джим» Джастіс-молодший (англ. James Conley "Jim" Justice, Jr.; нар. 27 квітня 1951, Чарлстон, Західна Вірджинія) — американський бізнесмен і політик-республіканець, губернатор штату Західна Вірджинія з 2017 р.
Навчався в Університеті Маршалла. Є власником більш ніж 50 компаній, один з небагатьох мільярдерів Західної Вірджинії.
3 серпня 2017 р. Джастіс оголосив про свій намір залишити лави Демократичної партії, членом якої він був з 2015 р.
Одружений, має двох дітей.